# Mariensäule (Oberglogau)

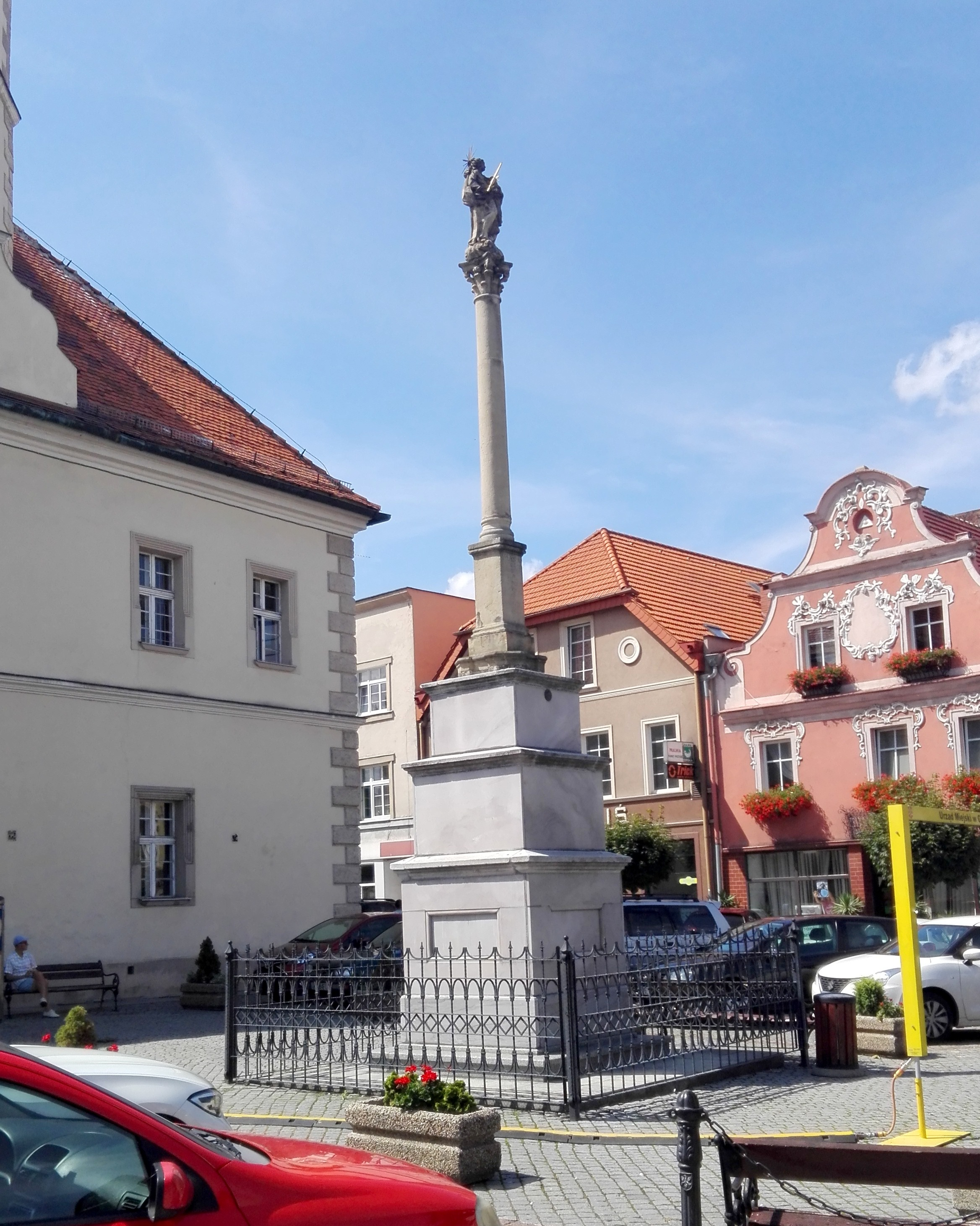
Der Ring mit der Mariensäule

Die Mariensäule im oberschlesischen Oberglogau (Głogówek) ist eine barocke Bildsäule aus Sandstein. Sie stammt aus dem 17. Jahrhundert und steht auf der Nordseite des Rings.

## Beschreibung
Auf einem hohen Unterbau aus mehreren rechteckigen Teilen steht ein schmaler viereckiger Sockel. Darüber eine runde Säule mit korinthischem Kapitell. Auf der Vorderseite des Sockels befinden sich Inschriften. Um die Bildsäule wurde eine Umzäunung aus Metall errichtet.
Die Marienskulptur, stehend auf einer Wolke über dem Kapitell, hält auf dem linken Arm das Christuskind und im rechten Arm eine Lilie (in Form eines Lilienzepters bzw. Lilienstabs). Das linke Bein ist ein Standbein, das rechte ein Spielbein. Um das Haupt Marias befindet sich ein Sternenkranz und ursprünglich um die ganze Figur ein Strahlenschein. Um den Kopf des Kindes ist ein Heiligenschein angebracht. Die Skulptur hat eine Höhe von 120 Zentimetern und hat ein Gewicht von 200 Kilogramm. Ihr Blick richtet sich Richtung Schlossstraße (ulica Zamkowa) und Schloss.
Der Künstler der Bildsäule ist unbekannt.

## Geschichte
Die Oberglogauer Mariensäule wurde 1677 auf der Nordseite des Rings errichtet und wahrscheinlich von Franz Eusebius Graf von Oppersdorff (1623–1691) gestiftet. Laut Inschrift am Sockel wurde das Denkmal 1837 restauriert. 1937 wurde die Marienfigur aufgrund einer geplanten Renovierung abgetragen und nach Breslau gebracht. Nach dem Zweiten Weltkrieg wurde sie in der Nähe auf dem Friedhof von Sobótka (Zobten am Berge) aufgestellt und 1968 wiederentdeckt. 1969 wurde sie nach Oberglogau zurückgebracht, die kommunistische Verwaltung lehnte jedoch eine Aufstellung auf dem Ring ab, sodass die Skulptur an der Franziskanerkirche aufgestellt wurde. 2003 kehrte die Säule mit der restaurierten Marienfigur auf den Ring zurück.

## Inschriften
„Maria mater gratiae mater misericor diae tu nos ab hoste protege et mortis hora suscipe MDCLXXVII“